# Brigitte Lin
Brigitte Lin (en chino, 林青霞; pinyin, Lín Qīngxiá) o Brigitte Lin Ching Hsia (Táipei, 3 de noviembre de 1954) es una actriz taiwanesa. Es considerada un ícono del cine chino y taiwanés. Se retiró oficialmente en 1994, aunque tuvo un papel menor en la película Bishonen en 1998.

## Biografía
Nació en Taipéi, y fue «descubierta» en 1972 por un productor de cine y empezó a trabajar en varias películas románticas taiwanesas basadas en novelas de Chiung Yao. Debutó en el cine con la película Chuangwai. Luego se trasladó a Hong Kong para hacer películas. En el pico de su popularidad, fue la actriz más vista en la industria del cine chino, trabajando en más de 100 películas.[cita requerida].
En las películas de Hong Kong, Lin se destacó por hacer papeles de personas transgénero: en Peking Opera Blues hace el papel de un marimacho que usa ropa occidental; en New Dragon Gate Inn hace de una mujer que se viste como hombre y en Swordsman II y III hace el papel de un mago que se castra a sí mismo para aumentar su poder, transformándose eventualmente en mujer. Tuvo una relación de trabajo con Tsui Hark, colaborando en muchas de las películas que este dirigió, como Peking Opera Blues, y produjo Swordsman II.
Se casó con Michael Ying en 1994 y se retiró de la industria del cine. Tiene dos hijas. Su primera aparición pública después de su matrimonio fue en el estreno de Ashes of Time Redux en el festival de Cine de Nueva York (Estados Unidos) de 2008.

## Filmografía parcial

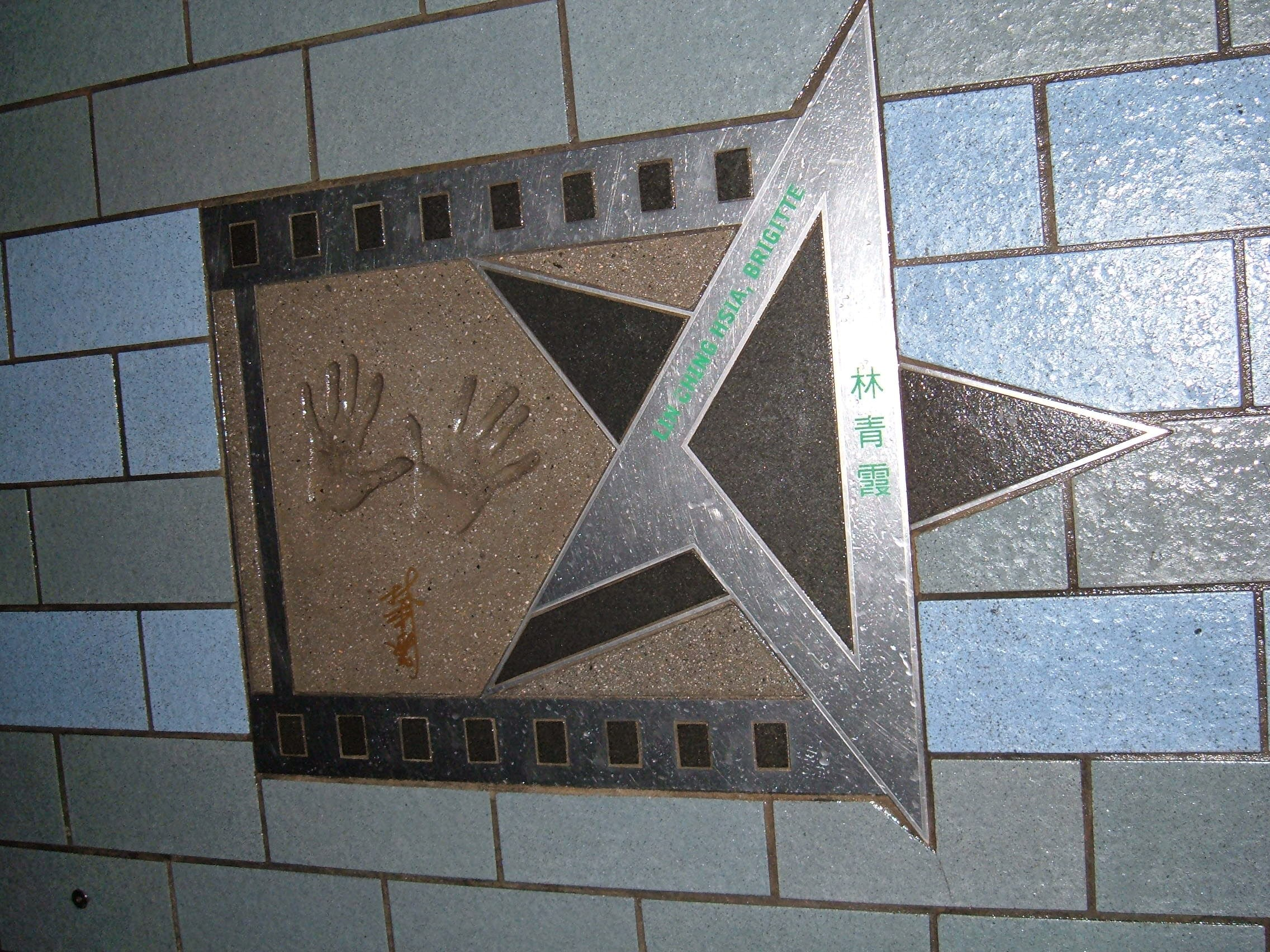
Autógrafo e impresiones de las manos de Lin en el paso de las estrellas de Hong Kong

| Año  | Película                                 | Premio                                                  |
| ---- | ---------------------------------------- | ------------------------------------------------------- |
| 1973 | Outside the Window                       | Papel de Debut                                          |
| 1974 | The River of Cloudy                      | los Kids Show Awards                                    |
| 1975 | He Loved Once Too Many                   |                                                         |
| 1975 | The Unforgettable Character              |                                                         |
| 1977 | 800 Heroes                               | Festival de Cine Asia Pacífico Por Mejor Actriz         |
| 1980 | Magnificent 72                           | Premio Golden Horse - Nominación: Mejor Actriz          |
| 1982 | Fantasy Mission Force                    |                                                         |
| 1983 | Zu Warriors from the Magic Mountain      | Premios de Cine de Hong Kong - Nominación: Mejor Actriz |
| 1983 | Demon Fighter                            |                                                         |
| 1985 | Police Story                             | Premios de Cine de Hong Kong - Nominación: Mejor Actriz |
| 1986 | Peking Opera Blues                       |                                                         |
| 1990 | Red Dust                                 | Premios Golden Horse: Mejor Actriz                      |
| 1991 | Swordsman II                             | Premios de Cine de Hong Kong : Mejor Actriz             |
| 1992 | New Dragon Gate Inn                      |                                                         |
| 1992 | Handsome Siblings                        | Premios de Cine de Hong Kong Nominación: Mejor Actriz   |
| 1992 | Royal Tramp                              | Estrella Invitada                                       |
| 1992 | Royal Tramp II                           |                                                         |
| 1992 | Secret Love for the Peach Blossom Spring |                                                         |
| 1993 | Swordsman III                            |                                                         |
| 1993 | Boys Are Easy                            |                                                         |
| 1993 | The Black Panther Warriors               |                                                         |
| 1993 | Deadful Melody                           |                                                         |
| 1993 | The Bride with White Hair                | Lian Ni Chang                                           |
| 1993 | The Bride with White Hair 2              | Lian Ni Chang                                           |
| 1993 | The Eagle Shooting Heroes                |                                                         |
| 1994 | Ashes of Time                            |                                                         |
| 1994 | Chungking Express                        |                                                         |
| 1994 | Fire Dragon                              |                                                         |
| 1994 | Semi-Gods and Semi-Devils                |                                                         |
| 1994 | The Three Swordsmen                      |                                                         |
| 1998 | Bishonen                                 |                                                         |
| 2001 | Peony Pavilion                           |                                                         |